# Ataenius floreanae
Ataenius floreanae är en skalbaggsart som beskrevs av Cook och Peck 2000. Ataenius floreanae ingår i släktet Ataenius och familjen Aphodiidae. Inga underarter finns listade.